# Lauren McCrostie

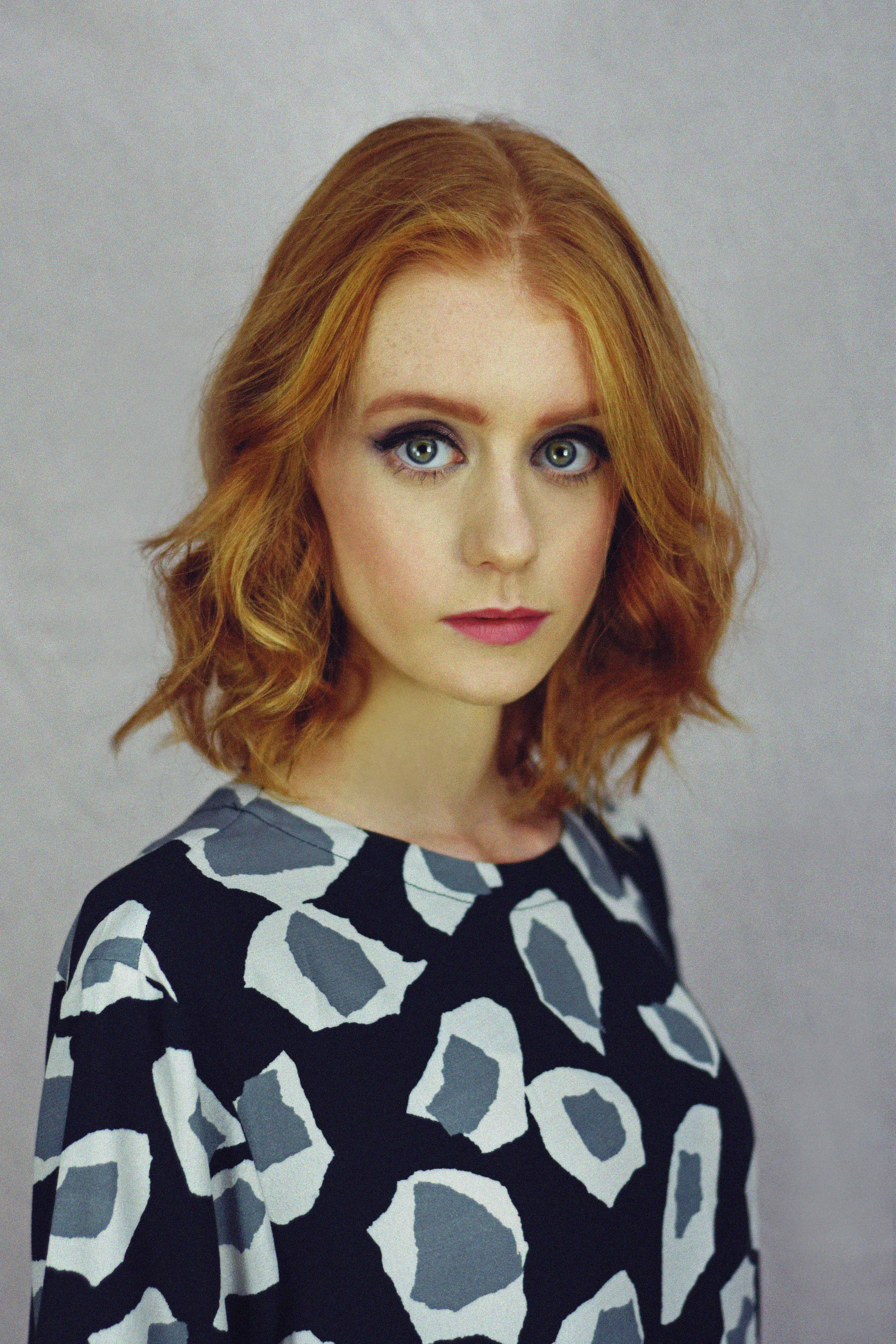
Lauren McCrostie (2016)

Lauren Paige McCrostie (* 10. Januar 1996 in London Borough of Lambeth, London) ist eine britische Theater- und Filmschauspielerin.

## Leben
McCrosties Eltern stammten aus Kenia, ihr Großvater väterlicherseits wurde in Schottland geboren. Sie lebt mit ihrer Mutter und ihrer jüngeren Schwester in Dulwich. Sie lebt vegan und leidet an einer Lese- und Rechtschreibstörung. McCrostie besuchte die Dulwich Village Infants’ School, die Charter School und die St. Marylebone School.
Ihr Filmdebüt gab sie 2014 im Film The Falling, obwohl sie keine formelle Schauspielausbildung absolviert hatte. 2015 war sie in dem Kurzfilm Brothers zu sehen, der am 18. Juni 2015 auf dem Palm Springs International ShortFest uraufgeführt wurde. 2016 hatte sie eine tragende Rolle in dem Blockbuster Die Insel der besonderen Kinder. Im gleichen Jahr war sie in zwei Kurzfilmen zu sehen. Von 2014 bis 2015 wirkte sie in einigen Theaterstücken mit.

## Filmografie
- 2014: The Falling
- 2015: Brothers (Kurzfilm)
- 2016: Die Insel der besonderen Kinder (Miss Peregrine’s Home for Peculiar Children)
- 2016: Second Skin (Kurzfilm)
- 2016: Schoolgirls (Kurzfilm)
- 2020: Acting for a Cause (Fernsehserie, Episode 3x04 A Midsummer Night's Dream)